# خذني إلى الكنيسة
«خذني إلى الكنيسة» وقد يترجمها البعض باسم «خذني إلى معبدك» (بالإنجليزية: Take Me to Church)‏ أغنية مسجلة للفنان الإيرلندي هوزير من ألبومه القصير الأول خذني إلى كنيستك (2013)، وكذلك ألبوم الإستديو الأول له الذي حمل اسمه (2014). صدرت الأغنية كأول أغنية منفردة له في 13 سبتمبر 2013. هوزير، اجتهد في كتابة الأغنية وتسجيلها آنذاك في علية منزل والديه في براي، مقاطعة ويكلاو، أيرلندا. تفاصيل كلماتها تعبر عن إحباط هوزير من الكنيسة الكاثوليكية وموقفها بمسألة المثلية. حظيت الأغنية باهتمام المنتج الموسيقي روب كيروان من شركة التسجيل المستقلة روبيوركس، ليتيح له فرصة التسجيل الموسيقي بالاستديو. الأغنية اتسمت بموسيقيين إثنين فقط هما أندرو هوزير-بيرن (هوزير) وعازف الطبل فايكرا كيندر.
الأغنية المصورة أسهمت في انتشار الأغنية على نطاقٍ واسع. المقطع المصور، أخرجه بريندان كانتي وكونال ثومسون من إنتاج الشركة الصغيرة «فيل غود لوست»، الفيديو يدور حول علاقة حميمية مابين رجلين مثليين يواجهان بعدها رد فعل عنيف من قبل رهاب المثلية. عند إصدارها على اليوتيوب في سبتمبر 2013، سرعان ما أصبحت فيديو فيروسي، ما قاد هوزير للتعاقد مع تسجيلات كولومبيا.
في عام 2014، حققت الأغنية نجاحًا واسع النطاق عالميًا، لتحل بالمرتبة الأولى في قوائم الأغاني الأكثر شهرة في 12 دولة، كما تصدرت في قائمة أفضل 10 أغاني في 21 أقليم أخرى. في الولايات المتحدة، ساعدت منصات الموسيقا سبوتيفاي وشازام بأن تصبح الأغنية أغنية الروك الأشهر للراديو (حيث ظلت لمدة 23 أسبوع على التوالي في صدارة لائحة أفضل أغاني الروك، إلى جوار أغنية فرقة إماجن دراغونز «راديوأكتيف» كأطول أغنية في التاريخ حافظت على المركز الأول)، لاحقًا متخطيةً كل أنواع بيلبورد هوت 100، حيث تمركزت في المركز الثاني ديسمبر 2014. رُشحت الأغنية جائزة أغنية العام في الدورة السابعة والخمسون لجوائز غرامي السنوية. وقد شُهِدَ للأغنية خمس مرات بشهادات بلاتينية من قبل جمعية الصناعة التسجيلية لأميركا.

## خلفية
سنة 2013، كان هوزير يجتهد موسيقيًا، وعادةً ما يشاهد في دبلن بليالي الغناء المفتوحة. خلال تلك الفترة، كتب «خذني إلى الكتيسة» ببيت والديه في براي، مقاطعة ويكلاو، أيرلندا، وسجل الأغنية بشكل خام في علية البيت مدعومًا بموسيقى مبرمجة.
هوزير كتب الأغنية بعد انفصال سيء. وقد قال: «سجلت الأغنية بعليَّتي في الثانية صباحًا. لذا فهي صناعة منزلية حقيقية،».
حظيت الأغنية بالعلامة المستقلة روبيوركس، التي جمعته بالمنتج روب كيروان. سجلت الأغنية في الإستديو مع معدات حية.

## تأويل الكلمات
غنائيًا، «خذني إلى الكنيسة» هي إستعارة، بمقارنة بطل القصة حبيبه بالدين. الأغنية انبثقت عن إحباط هوزير من تعاليم الكنيسة الكاثوليكية. «نشأت، ورأيت دائمًا نفاقًا في الكنيسة الكاثوليكية،» قال هوزير في مقابلة مع رولينغ ستون. «التاريخ يتحدث بنفسه ولقد نشأت مغتاظًا ومحبطًا بشكل لا يصدق من تلك التعاليم. ووضعت ذلك في كلماتي.»
في مقابلة صحافية مع ذا أيرش تايمز [الإنجليزية]، صرحَ هوزير: «وجدت تجربة العلاقة الغرامية أو الوقوع في الحب كأنه موت، موت لكل شيء. إنك تشاهد نفسك نوعًا ما ميتٍ بطريقة رائعة، وتجرب لحظات وجيزة –هذا إذا تمكنت من أن ترى نفسك للحظة من خلال عيونهم– ترى فيها أن كل ما تعتقده عن نفسك قد ضاع. في أحاسيس الموت والولادة.»
في مقابلة مع مجلة نيويورك، قال: «الحياة الجنسية، والميول الجنسية –بغض النظر عن التوجه– هي ببساطة مسألة طبيعية. ممارسة الجنس هي واحدة من أكثر الأشياء الإنسانية. لكن مؤسسات مثل الكنيسة، ترسي من خلال تعاليمها، ما من شأنه تقويض الإنسانية من خلال النجاح بتلقين الخزي والعار حول الميل الجنسي بعبارات: ’’هذه خطيئة، أو هذا يسيء لله‘‘. الأغنية حول الوثوق بالنفس واستصلاح إنسانيتك من خلال ممارسة الحب.»
أستلهمت الأغنية من الكاتب الملحد كريستوفر هيتشنز وتضمنت صياغة معادة لبيت شعر للسير فورلك جريفيل «خلق مريض، أمر ليكون صوت.»

## الأداء التجاري
ارتفاع الأغنية في الصدارة إلى جوار الفيديو الموسيقي الفيروسي خاصتها، جذب ممثلي علامة «أي أند آي» إحدى العلامات الرئيسية لخوض حرب من أجل الحصول على توقيع هوزير. وقد وقع بواسطة جاستن إسحاق من تسجيلات كولومبيا نجحت الأغنية في موطنه، متسلقةً لائحة الأغاني في أكتوبر 2013 لتسجل أخيرًا المركز الثاني في لائحة الأغاني المنفردة الأيرلندية.
في مايو 2014، أدى هوزير الأغنية في برنامج ليت شو ويذ ديفيد ليترمان. أرسلت إلى راديو الروك البديل في 24 يونيو 2014 من تسجيلات كولومبيا. وفي نهاية المطاف وصلت للمركز الثاني في بيلبورد هوت 100 لثلاثة أسابيع متتالية في ديسمبر 2014 ويناير 2015، خلف أغنية «مساحة فارغة» للمغنية تايلور سويفت، بينما حل أولًا في أفضل 5 أغاني منفردة فيها. بيوليو 2015، بيعت 4,270,000 نسخة من الأغنية في الولايات المتحدة. الأغنية منذ ذلك الحين وصلت إلى قائمة أفضل 5 أغاني في دول أخرى واحتلت المركز الثاني بذروتها في أستراليا، كندا، نيوزيلندا، والمملكة المتحدة.
أثارت الأغنية في البداية اهتمام الولايات المتحدة في ناشفيل بواسطة محطة راديو أدولت ألبوم ألتيرناتيف. من هناك، أصبحت أعلى أغنية بالمنطقة في التطبيق المتعرف على الأغاني شازام، الأمر الذي قادها إلى الظهور في أفضل 40 محطة. حققت أغنية «خذني إلى الكنيسة» انتشارًا شعبيًا في الولايات المتحدة ما بين صيف وخريف 2014. وصلت الأغنية عدد أكبر من الجماهير بعد أن ظهر هوزير في أكتوبر على ساترداي نايت لايف.
على الرغم من شعبية الأغنية على تويتر، حققت الأغنية عدد أكبر من المستمعين على سبوتيفاي، التي أصبحت أكثر أغنية شُغلت عبر الستيم الخاص بالخدمة لسنة 2014، حيث وصل عدد مرات الاستماع لها إلى 87 مليون مرة.

## الفيديو الموسيقي
مفهوم الفيديو الموسيقي لأغنية «خذني إلى الكنيسة» كان نتاج تعاون ما بين هوزير، بريندان كانتي وشريك الكتابة إيميت أوبرين. قد أخرج من قبل بريندان كانتي وكونال ثومسون من «فيل غود لوست» وصدر في 25 سبتمبر 2013. الفيديو، صُوِرَّ بآلية التدرج رمادي في موقع بسد إنيسكار في كورك، أيرلندا، يتابع قصة علاقة بين رجلين مثليين ورد فعل عنيف يتلقوه من قبل مرتهبي المثلية نتيجةً لتعلم المجتمع أن النشاط الجنسي للرجال هو مع النساء فقط. لم يظهر هوزير في الفيديو بنفسه. الأغنية أصبحت فيروسية بعد إصدارها. ذكر هوزير: «أتذكر أن شخصًا ما راسلني ليقول أنها قد تحصلت على 10,000 مشاهدة خلال ساعة،». الأغنية حققت 230,000 مشاهدة على اليوتيوب خلال أسبوعين.
صرح هوزير "الأغنية كانت دائمًا عن الإنسانية في طبيعتها، وكيف يتم تقويضها دون توقف من قبل المؤسسات الدينية وأولئك الذين يريدون منا أن نصدق أنهم يتصرفون في مصالحها. إن ما يحدث في روسيا ليس بأقل من أن يوصف بالرهيب، أنا اقترحت جلب هذه المواضيع في القصة وبريندان أحب الفكرة
."

## قائمة الأغاني
| 1. | "خذني إلى الكنيسة" | 4:01 |

| 1. | "خذني إلى الكنيسة"                | 4:01 |
| 2. | "مثلما يفعل الأناس الحقيقيون"     | 3:17 |
| 3. | "ملاك الموت الصغير ومشهد الكودين" | 3:38 |
| 4. | "نبيذ الكرز" (حفل حي)             | 3:59 |

| 1. | "خذني إلى الكنيسة" | 4:01 |
| 2. | "ركض"              | 3:17 |

## أغاني الغلاف والاستخدامات الإعلامية
- مات ماكأندرو أدى «خذني إلى الكنيسة» في النسخة الأميركية من برنامج ذا فويس الموسم السابع كأفضضل 12 أداء له. نسخة الغلاف هذه بلغت ذروتها بتمركزه في المرتبة الخامسة على لائحة آي تيونز والمركز 92 على لائحة بيلبورد هوت 100.
- عدد من الفنانين الذين قلدوا الأغنية منهم كايزا[22] وإد شيران.[23]
- ديفيد لاشابيل  [لغات أخرى]‏ أخرجَ فيديو للأغنية، شارك فيه نجم الباليه الأوكراني سيرجي بولونين[24]
- فيفت هارموني قلدن الأغنية في جولتهم الفنيّة.
- إيلي غولدنغ سجلت نسخة مقلدة قامت بنشرها على حسابها في ساوند كلاود.
- سكوت برادلي قلدَّ الأغنية رفقة مورغان جيمس [25]
- غلي قلدّ الأغنية في الحلقة 11 من الموسم السادس، من غناء بيكا توبين، نواه غوثري، سامانثا ماري وير ومايكو اوليفييه.
- أستخدمت الأغنية في مقتطفات تلفزيونية للفِلم الحربي the من إنتاج سنة 2014 غضب.
- أديت الأغنية مباشرة خلال عروض أزياء فيكتوريا سيكريت لسنة 2014 [26]
- أستخدمت الأغنية في إعلان تجاري لمنتج بيتس باي دري التي شارك فيها ليبرون جيمز الإعلان التجاري أظهر جيمس عائدًا إلى مدرستها الثانوية القديمة في آكرون.[27]
- الأغنية أستخدمت في الإعلانات التجارية التلفزيونية لمسابقة ملكة جمال سلوفاكيا 2015.
- أستخدمت الأغنية في إعلان تجاري لشركة مستحضرات تجميل كورية من بطولة جون جي هيون.
- ديمي لوفاتو قلدت الأغنية على الهواء مباشرة في راديو بي بي سي 1.

## روابط إضافية
- الفيديو الرسمي على اليوتيوب